# كريستوفر ماكي
كريستوفر ماكي (بالإنجليزية: Christopher McKee)‏ هو عالم فلك أمريكي، ولد في 1942.